# Porto Rico aux Jeux olympiques
Porto Rico a participé pour la 1re fois aux Jeux olympiques en 1948, et a envoyé des athlètes à chaque édition des Jeux d'été depuis lors. Bien qu'étant un espace insulaire des États-Unis, Porto Rico n'a pas pleinement participé au boycott mené par les Américains lors des Jeux olympiques d'été de 1980, puisque trois boxeurs portoricains ont participé aux épreuves à Moscou. Porto Rico participe également aux Jeux olympiques d'hiver depuis 1984, mais n'a présenté aucun concurrent lors des Jeux de 2006, 2010 et 2014.
Le Comité olympique de Porto Rico a été créé en 1948 et reconnu par le Comité international olympique la même année.
Porto Rico totalise 12 médailles dont 2 en or, la plupart obtenues en boxe (6) et en athlétisme (3).

## Histoire
Les athlètes portoricains décrochent d'abord six médailles (une en argent et cinq en bronze) en boxe entre 1948 et 1996. Il faut attendre les Jeux de 2012 à Londres pour que deux Portoricains obtiennent des médailles dans d'autres sports : une médaille d'argent en lutte et une de bronze en athlétisme. Aux Jeux olympiques de 2016 à Rio, la joueuse de tennis Monica Puig crée la surprise en remportant le tournoi en simple dames, ramenant ainsi la première médaille d'or pour le territoire. 
Lors des Jeux Olympiques de 2020 à Tokyo, la spécialiste du 100 m haies Jasmine Camacho-Quinn décroche la première d'or de l'histoire de Porto Rico en athlétisme, avec en prime un nouveau record olympique établi en demi-finale. A Paris en 2024, le territoire collecte deux nouvelles médailles de bronze, grâce une nouvelle fois à Camacho-Quinn, et à Sebastian Rivera en lutte libre.

## Tableau des médailles par sport
| Place | Sport      | Médaille d'or, Jeux olympiques | Médaille d'argent, Jeux olympiques | Médaille de bronze, Jeux olympiques | Total | Rang |
| 1     | Athlétisme | 1                              | 0                                  | 2                                   | 3     | 70e  |
| 2     | Tennis     | 1                              | 0                                  | 0                                   | 1     | 20e  |
| 3     | Boxe       | 0                              | 1                                  | 5                                   | 6     | 52e  |
| 4     | Lutte      | 0                              | 1                                  | 1                                   | 2     | 51e  |
| Total | Total      | 2                              | 2                                  | 8                                   | 12    | 92e  |

## Liste des médaillés
| Médaille           | Nom                   | Jeux             | Sport      | Compétition           |
| ------------------ | --------------------- | ---------------- | ---------- | --------------------- |
| Médaille de bronze | Juan Venegas          | Londres 1948     | Boxe       | Hommes poids coq      |
| Médaille de bronze | Orlando Maldonado     | Montréal 1976    | Boxe       | Hommes poids plume    |
| Médaille d'argent  | Luis Ortiz            | Los Angeles 1984 | Boxe       | Hommes poids léger    |
| Médaille de bronze | Arístides González    | Los Angeles 1984 | Boxe       | Hommes poids moyen    |
| Médaille de bronze | Aníbal Acevedo        | Barcelone 1992   | Boxe       | Hommes poids mi-moyen |
| Médaille de bronze | Daniel Santos         | Atlanta 1996     | Boxe       | Hommes poids mi-moyen |
| Médaille d'argent  | Jaime Espinal         | Londres 2012     | Lutte      | Moins de 84 kg hommes |
| Médaille de bronze | Javier Culson         | Londres 2012     | Athlétisme | 400 m haies hommes    |
| Médaille d'or      | Mónica Puig           | Rio 2016         | Tennis     | Simple dames          |
| Médaille d'or      | Jasmine Camacho-Quinn | Tokyo 2020       | Athlétisme | 110 m haies femmes    |
| Médaille de bronze | Jasmine Camacho-Quinn | Paris 2024       | Athlétisme | 110 m haies femmes    |
| Médaille de bronze | Sebastian Rivera      | Paris 2024       | Lutte      | Lutte libre - 65 kg   |